# Ядро інтегрального оператора
Ядро́м інтегра́льного опера́тора (ядро Фредгольма) — функція двох аргументів {\displaystyle K(x,\;y)}, яка визначає деякий інтегральний оператор {\displaystyle {\mathcal {A}}} рівністю
{\displaystyle \varphi (y)={\mathcal {A}}[\varphi (x)]=\int K(x,\;y)\varphi (x)\,d\mu (x),}
де {\displaystyle x\in \mathbb {X} } — простір з мірою {\displaystyle d\mu (x)}, а {\displaystyle \varphi (x)} належить деякому простору функцій, визначених на {\displaystyle \mathbb {X} } .

## Приклади
- Ядро {\displaystyle K(x,\;y)} називають {\displaystyle L_{2}}-ядром, якщо воно задовольняє умові:

{\displaystyle \int \limits _{D}\int \limits _{D}|K(x,\;y)|^{2}\,dx\,dy<+\infty ,}
де {\displaystyle K(x,\;y)} — вимірна на {\displaystyle D} функція.
Такі ядра є основним предметом розгляду теорії інтегральних рівнянь.
- Ядро, що задовольняє умові:

{\displaystyle K(x,\;y)\equiv 0} при {\displaystyle y>x}
називають ядром Вольтерри.
- Симетричне ядро — ядро, для якого виконується тотожність {\displaystyle K(x,\;y)=K(y,\;x)}.
- Якщо виконується тотожність {\displaystyle K(x,\;y)={\overline {K(y,\;x)}}}, де {\displaystyle {\overline {K(y,\;x)}}} — комплексно спряжене до {\displaystyle K(x,\;y)}, таке ядро називають ермітовим.
- Якщо ядро {\displaystyle K(x,\;y)} допускає розклад вигляду:

{\displaystyle K(x,\;y)=\sum _{k=1}^{n}X_{k}(x)Y_{k}(y),}
де {\displaystyle \{X_{i}(x)\},\;\{Y_{i}(y)\}}{\displaystyle (i=1,\;2,\;\ldots ,\;n)} — дві системи лінійно незалежних інтегрованих з квадратом функцій ({\displaystyle L_{2}}-функцій), таке ядро називають ядром Пінкерле — Ґурса або PG-ядром.

## Пов'язані визначення
- Спектром ядра називають множину його власних значень.

## Теорема Мерсера
Теорема Мерсера про розкладання ядра стверджує:
| Якщо симметричне {\displaystyle L_{2}}-ядро {\displaystyle K(x,\;y)} неперервне і має лише додатні власні значення (або принаймні скінченне число від'ємних власних значень) {\displaystyle \lambda _{k}}, то справедливе подання: {\displaystyle K(x,\;y)=\sum _{k=1}^{\infty }{\frac {\varphi _{k}(x)\varphi _{k}(y)}{\lambda _{k}}},} де {\displaystyle \{\varphi _{k}(x)\}} — ортогональна система {\displaystyle L_{2}}-функций. При цьому ряд збігається абсолютно і рівномірно. |